# Parafia św. Stanisława Biskupa Męczennika w Binczarowej
Parafia pw. Świętego Stanisława Biskupa Męczennika w Binczarowej – parafia rzymskokatolicka znajdująca się w diecezji tarnowskiej w dekanacie Grybów. Erygowana w 1951. Mieści się pod numerem 27. Prowadzą ją księża Sercanie.

## Historia
„Parafia ruska”, jak nazywana jest w dokumentach, istniała ok. 1536 r. Następnie parafia greckokatolicka od 1581 r. Biskup tarnowski Jan Stepa dekretem dnia 29 grudnia 1951 r. zniósł parafię greckokatolicką, równocześnie erygując parafię rzymskokatolicką pw. św. Stanisława, biskupa i męczennika, wydzielając ją z parafii Kąclowa. Księża Sercanie prowadzą duszpasterstwo od roku 1946 do dzisiaj. W dzwonnicy wiszą trzy dzwony: Jan Paweł II - 420 kg, św. Stanisław - 242 kg i św. Jan - 106 kg. 

## Proboszczowie
(wszyscy sercanie - SCJ):
- 1951-1958 ks. Stefan Mytnik SCJ
- 1958-1979 ks. Adam Gąsiorek SCJ
- 1979-1980 ks. Stanisław Filipiak SCJ
- 1980-1984 ks. Zenon Rokita SCJ
- 1984-1986 ks. Jan Bylica SCJ
- 1986-1995 ks. Jan Krzysztof SCJ
- 1995-1999 ks. Marian Kowalczyk SCJ
- 1999-2004 ks. Władysław Ostrowski SCJ
- 2004-2013 ks. Marek Romańczyk SCJ
- 2013-2021 ks. Zdzisław Jewiarz SCJ
- 2021-obecnie ks. Tomasz Wierzbicki SCJ